# René Jacobs
René Jacobs (Gante, 30 de outubro de 1946) é um músico belga (flamengo). Tornou-se famoso como contratenor, mas nos últimos anos tem sido reconhecido como diretor de orquestra de ópera barroca e clássica.

## Biografia
Nasceu em Gante. Começou sua carreira musical como menino do coro na Catedral de Gante. Posteriormente estudou filología clássica na Universidade de Gante continuando a cantar em Bruxelas e Haya.
Os irmãos Kuijken, Gustav Leonhardt e Alfred Deller encorajaram-no a prosseguir carreira como contratenor, e rapidamente se tornou conhecido como um dos melhores do seu tempo. Gravou várias obras de música barroca de compositores como Antonio Cesti, Sigismondo d'India, Ferrari, Marenzio, Lambert, Guédron e outros.
Mais recentemente, como maestro, tem registado numerosas óperas e obras sacras dos séculos XVI, XVII e XVIII. Sua gravação de Mozart Le nozze di Figaro é especialmente reconhecido, tendo conquistado prêmios como o Gramophone Record of the Year de 2004, um Grammy para "Melhor gravação de ópera de 2005".
Em 1977, fundou o ensemble Concerto Vocale.
Em 1992, a Ópera Estatal de Berlim convidou-o a dirigir Cleopatra e Cesare de Karl Heinrich Graun.
Como maestro trabalha regularmente com orquestras e grupos de música de câmara, como Concerto Köln, a Orchestra of the Age of Enlightenment, a Akademie Für Alte Musik Berlin, a Nederlands Kamerkoor e Rias-Kammerchor para gravações e concertos, interpretando música sacra e oratórios.
Em 1991, Jacobs foi nomeado director artístico dos programas de ópera em Festwochen der Alten Musik (Innsbruck Festival de Música Antiga). Também ensina na Schola Cantorum Basiliensis.

## Discografia parcial enquanto diretor de orquestra
- Bach - Mass in B minor
- Bach - Christmas Oratorio (Choc du Monde de la Musique; ClassicsToday.com)
- Bach - The Motets (award: Diapason d'or)
- Bach - Secular Bach cantatas
- Blow - Venus and Adonis
- Buxtehude - Membra Jesu Nostri
- Caldara - Maddalena ai piedi di Cristo (awards: Gramophone Award; Diapason d'or)
- Cavalli - La Calisto (awards: Cannes Classical Award; Diapason d'or)
- Cavalli - Xerxes - (awards: Choc du Monde de la Musique; Diapason d'or; Un événement Télérama (ffff))
- Cesti - Cantatas
- Charpentier - Leçons de Ténèbres du Jeudy Sainct
- Charpentier - Salve Regina
- Couperin - Leçons de ténèbres (Couperin)
- Gluck - Orfeo ed Euridice (awards: Cannes Classical Awards)
- Grandi - Vulnerasti cor meum and other sacred music
- Händel - Giulio Cesare
- Händel- Messiah
- Händel - Rinaldo (opera) ((awards: Cannes Classical Award)
- Händel- Saul ((awards: Editor's choice Gramophone; Choc du Monde de la musique; BBC Music Magazine Disc of the Month (October 2005))
- Haydn - Die Jahreszeiten (awards: Choc du Monde de la Musique; Edison Classical Music Award; Gramophone Award)
- Haydn - Die Schöpfung
- Haydn - Symphonies No. 91 e Symphony No. 92 (awards: Choc du Monde de la Musique; Preis der deutschen Schallplattenkritik; Preis der deutschen Schallplattenkritik)
- Keiser- Croesus (opera) (awards: Edison Classical Music Award; Diapaison d'or)
- Monteverdi - L'Orfeo (awards: Choc 2006)
- Monteverdi - Il ritorno d'Ulisse in patria (Diapason d'or; Preis der deutschen Schallplattenkritik)
- Monteverdi - L'incoronazione di Poppea
- Monteverdi - Vespro della Beata Vergine 1610
- Monteverdi - Madrigals
- Mozart - Così fan tutte (Cannes Classical Awards; Diapason d'or; Edison Classical Music Award)
- Mozart - Le nozze di Figaro (awards: 47th Grammy Award; Choc du Monde de la Musique; Edison Classical Music Award; Gramophone Record of the Year 2004; Preis der deutschen Schallplattenkritik
- Mozart - La clemenza di Tito (awards: Critics award at the Brits Classics 2007; 10 de Classica-Répertoire; Jahrespreis der Deutschen Schallplattenkritik; Un événement Télérama (ffff)
- Mozart - Don Giovanni (awards: Gramophone Record of the Month, October 2007; Classics Today 10/10)
- Mozart - Symphonies Nos. 38 e No. 41 (awards: 10 de Classica-Répertoire; Diapason d'Or Arte)
- Mozart - Idomeneo (awards:  Scherzo, Choc de Classica, Un événement Télérama (ffff)
- Pergolesi - Stabat Mater
- Purcell - Dido and Aeneas; (awards: Editor's choice Gramophone; Un événement Télérama (ffff)
- Scarlatti  - Il primo omicidio (overo caïn) (awards: Diapason d'or; Editor's choice Gramophone; Gramophone Award; Le Timbre de Platine
- Scarlatti - Griselda (A. Scarlatti) (awards: 10 de Répertoire; Diapason d'or; Le Timbre de Platine)
- Schütz - Christmas Oratorio (awards: Diapason d'or; Un événement Télérama (ffff))